# Tequus pyqua
Tequus pyqua – gatunek błonkówki z rodziny Pergidae.

## Taksonomia
Gatunek ten został opisany w 1980 roku przez Davida Smitha pod nazwą Acordulecera pyqua. Jako miejsce typowe podano miejscowość Tafí Viejo w argentyńskiej prowincji Tucumán. Holotypem była samica. W 1990 roku autor opisu przeniósł ten gatunek do rodzaju Tequus. 

## Zasięg występowania
Ameryka Południowa. Znany z Argentyny, (prowincje Jujuy, Salta i Tucumán w płn. części kraju), oraz z Boliwii.